# Sarawakiola ajaib
Sarawakiola ajaib là một loài bọ cánh cứng trong họ Chrysomelidae. Loài này được Mohamedsaid miêu tả khoa học năm 1997.